# Kalidou Koulibaly
Kalidou Koulibaly (født 20. juni 1991) er en fransk-senegalesisk professionel fodboldspiller, som spiller for Saudi Professional League-klubben Al-Hilal og Senegals landshold.

## Klubkarriere

### Metz
Koulibaly begyndte sin karriere hos FC Metz, hvor han gjorde sin professionelle debut i 2010. Han imponerede i sine første kampe, og spillede i størstedelen af Metz' kampe i Ligue 2 over de næste 2 sæsoner.

### Genk
Koulibaly skiftede i juni 2012 til belgiske KRC Genk. Han etablerede sig med det samme som en fast del af Genks mandskab.

### Napoli
Koulibaly skiftede i juli 2014 til Napoli. Koulibaly var med til at vinde hans første trofæ den 22. december 2014, da Napoli vandt Supercoppa italiana. Han etablerede sig over de næste sæsoner som en fast mand på holdet, især efter Maurizio Sarri var blevet træner.
Koulibaly begyndte at etablere sig som en af de bedre forsvarsspillere i ligaen, og blev i 2018-19 sæsonen kåret som årets forsvarspiller i ligaen. Han er blevet inkluderet på årets hold i Serie A fire gange i sin tid hos Napoli.

### Chelsea
Koulibaly skiftede i juli 2022 til Chelsea.

### Al-Hilal
Efter en enkelt sæson i England, skiftede Koulibaly i juni 2023 til saudiarabiske Al-Hilal.

## Landsholdskarriere

### Frankrig
Koulibaly har spillet for Frankrigs U/20-landshold.

### Senegal
Koulibaly er født i Frankrig til senegalesiske forældre, og kunne derfor spille for begge lande. Han valgte i 2015 at skifte fra Frankrig til Senegal. Han debuterede for Senegals landshold den 5. september 2015.
Koulibaly har været del af Senegals trup til VM 2018 og 2022, samt til Africa Cup of Nations i 2017, 2019, 2021 og 2023. Han var anfører for landsholdet ved AFCON 2023, hvor at at Senegal vandt turneringen for første gang i deres historie. Han blev kåret som del af turneringens hold ved Africa Cup of Nations 2019.
Koulibaly er blevet kåret til årets spiller i Senegal to gange, i 2017 og 2018. Han blev i 2021 kåret af IFFHS som del af årtiets hold i Afrika for 2010'erne.

## Titler
Genk
- Belgiske Cup: 1 (2012–13)

Napoli
- Coppa Italia: 1 (2019–20)
- Supercoppa Italiana: 1 (2014)

Senegal
- Africa Cup of Nations: 1 (2021)

Individuelle
- CAF Årets hold: 3 (2016 (som udskifter), 2018, 2019)
- Serie A Årets hold: 4 (2015–16, 2016–17, 2017–18, 2018–19)
- Senegal Årets spiller: 2 (2017, 2018)
- Serie A Bedste forsvarsspiller: 1 (2018–19)
- CAF Africa Cup of Nations Turneringens hold: 1 (2019)
- IFFHS CAF Årets hold: 1 (2020)
- IFFHS CAF Årtiets hold: 2011–2020